# Örményország az 1994. évi téli olimpiai játékokon
Örményország a norvégiai Lillehammerben megrendezett 1994. évi téli olimpiai játékok egyik részt vevő nemzete volt. Az országot az olimpián 1 sportágban 2 sportoló képviselte, akik érmet nem szereztek. Örményország önállóan először vett részt az olimpiai játékokon.

## Bob
| Versenyző                       | Versenyszám | 1. futam | 1. futam | 2. futam | 2. futam | 3. futam | 3. futam | 4. futam | 4. futam | Összesítés | Összesítés |
| Versenyző                       | Versenyszám | Idő      | Hely.    | Idő      | Hely.    | Idő      | Hely.    | Idő      | Hely.    | Idő        | Helyezés   |
| ------------------------------- | ----------- | -------- | -------- | -------- | -------- | -------- | -------- | -------- | -------- | ---------- | ---------- |
| Zsozef Almaszjan Kenet Topoljan | Kettes      | 54,85    | 37.      | 55,03    | 38.      | 54,92    | 35.      | 55,01    | 35.      | 3:39,81    | 36.        |